# Conferencia Nacional de la Oposición Libia
Conferencia Nacional de la Oposición Libia (en árabe: المؤتمر الوطني للمعارضة الليبية
y en inglés: National Conference for the Libyan Opposition) es una organización política cuyas siglas en inglés son (NCLO), cuyos objetivos son poner fin al gobierno del coronel Muammar al-Gaddafi en Libia y establecer un nuevo régimen en el país africano.
A esta organización se le atribuye la organización y ayuda de las protestas en el país norteafricano que han terminado en una rebelión en Libia de 2011. 

## Antecedentes
En mayo del 2005 en Inglaterra, el Comité Organizador de la Conferencia Nacional de la Oposición Libia celebró una serie de reuniones semanales para discutir y desarrollar una agenda para una gran conferencia "para reunir los diferentes enfoques prácticos para el seguimiento de las múltiples gestiones realizadas por diversos grupos políticos de Libia y los individuos en su reto para poner fin a la dictadura libia de Muammar al-Gaddafi.

### Nacimiento
Conferencia Nacional de la Oposición Libia se forma el 26 de junio de 2005 en la Capital del Reino Unido, y está compuesta en sus inicios principalmente de los defensores y miembros de la oposición política y activistas que viven fuera de Libia, la Conferencia se reunió compartir tres Puntos: 
1. El renuncia de todos los poderes revolucionarios, políticos, militares y de seguridad del coronel Muammar al-Gaddafi; 
2. La formación de un gobierno de transición 
3. Establecimiento de un Estado constitucional y democrático basado en conceptos claves como la diversidad política, cultural y la transición pacífica de poderes del gobierno, un estado que garantiza las libertades fundamentales y los derechos humanos, que establece el Estado de Derecho, la igualdad de oportunidades a todos los libios sin ningún tipo de discriminación, que protege y desarrolla los recursos nacionales, y dota a las relaciones exteriores equilibrada basada en el respeto mutuo. 
Después de la Conferencia de 2005, La CNLO estuvo de acuerdo de media para ayudar a las demandas al pueblo libio y llevar a la justicia a líderes del régimen de Gaddafi que hayan cometido abusos y delitos contra el Estado Libio.

### Uso de las redes sociales
CNLO usa Internet y redes sociales como Facebook y Twitter para dar su mensaje, con el fin de ganar adeptos a su causa.

### Miembros
La conferencia está formada por 7 grupos políticos entre los que destacan los siguientes: 
1. La Unión Constitucional libia lidera por Muhammad-As Senussi, pretendiente al Trono de Libia.
2. La Liga Libia de Derechos Humanos
3. El Congreso Libio Tmazight
4. El Frente Nacional para la Salvación Libia

### 2011: Protestas y Levantamiento
Durante el 2011 las protestas de Libia, NCLO ha ayudado en la organización de los 17 de febrero "Día de la Ira", afirmando que "todos" los grupos que se oponen a Gadafi, tanto en Libia y en el exilio las protestas previstas en la memoria de las manifestaciones de Bengasi el 17 de febrero de 2006 que inicialmente contra las caricaturas del Jyllands-Posten sobre el profeta Mahoma pero que se convirtió en protestas contra Gadafi.